# Oasis of the Seas
Oasis of the Seas (Оазис морей) — первое круизное судно класса Oasis, ставшее на момент постройки самым большим пассажирским судном в мире. Находится в собственности Oasis of the Seas Inc (Royal Caribbean Cruises Ltd.) и эксплуатируется круизным оператором, судоходной компанией Royal Caribbean International, являющейся дочерним предприятием Royal Caribbean Cruises Ltd. Майами США, под флагом Багамских островов.

## История судна
Американское пароходство Royal Caribbean Cruises Ltd. подписало 4 февраля 2006 года контракт на строительство первого судна класса Oasis с финской судостроительной верфью Aker Finnyards (с осени 2008 STX Europe Cruise) первоначально под названием Project Genesis, а об имени Oasis of the Seas стало известно лишь в мае 2008 года. Лозунгом пароходства в отношении данного строительства стали слова — Мы строим Невероятное.
Закладка киля судна под строительным номером 1363 состоялась на верфи в Турку 19 июня 2007 года. 21 ноября 2008 года произошло затопление строительного дока и продолжилось дооборудование судна. Ходовые испытания на Балтике начались 8 июня 2009 года и закончились уже в середине месяца. 28 октября 2009 года судно было передано пароходству.
Утром 30 октября 2009 года начался трансатлантический переход в порт приписки Port Everglades в Форт-Лодердейл. Следуя по Балтийскому морю, Oasis of the Seas вечером 1 ноября 2009 года подошёл к мосту Большой Бельт, который позволяет проходить судам высотой до 65 м. Для прохождения моста пришлось втянуть выхлопные трубы. Дополнительно судно вывели на максимальную скорость для явления увеличения осадки кормой на ходу (англ. Squat-effect). Несмотря на это между надстройками судна и мостом оставалось около полуметра. По соображениям безопасности на время прохождения судна было перекрыто движение по мосту.
После запланированной промежуточной остановки в Те-Соленте, где судно покинули работники верфи, судно продолжило следование к порту приписки. Во время пересечения Атлантики была достигнута максимальная скорость 24 узла (примерно 44 км/ч). Сильный ветер и волны в Северной Атлантике повредили одно из спасательных судов. Судно прибыло в порт с опозданием на двое суток, утром 13 ноября 2009 года.
Церемония крещения Oasis of the Seas состоялась 30 ноября 2009 года в Форт-Лодердейле. Для представления семи тематических участков судна пароходство решило назначить семь крёстных матерей, в качестве которых выступили:
- Глория Эстефан — американская певица, которая уже была крёстной матерью «Empress of the Seas»
- Мишель Кван — американская фигуристка
- Джейн Сеймур — англо-американская актриса и продюсер
- Дара Торрес — американская пловчиха и спортивный комментатор
- Кешиа Найт Пуллиам — американская актриса
- Шон Джонсон — американская гимнастка
- Дейзи Фуэнтес — кубинская телеведущая, модель и актриса

В свой первый рейс из Форт-Лодердейла Oasis of the Seas отправилось 5 декабря 2009 года. В программе был однонедельный круиз с заходом на Сент-Томас, Синт-Мартен и Багамы. На момент первого рейса только эти порты могли принять такое огромное судно.
В течение всего года Oasis of the Seas совершает круизы в Карибском море.

## Корпус
Корпус весит 45 000 тонн[уточнить] и состоит из 480 000 частей. Части собирают под крышей в отдельные большие блоки по 600 тонн каждый. Судно собирается мостовым краном из 181 такого блока. Проект судна уже на стадии проектирования предполагал уменьшение низкочастотных колебаний корпуса по сравнению с судами типа «Voyager»

## Энергетическая установка
Судно оборудовано 6 первичными двигателями внутреннего сгорания производства компании Wärtsilä (тремя 12-цилиндровыми 12V46D и тремя 16-цилиндровыми 16V46D четырёхтактными 45о) дизелями. В корпусе каждого двигателя по два распредвала и по четыре клапана на цилиндр. Объём двигателей составляет 1 156 684 и 1 542 246 см³ соответственно. Цилиндры: 460,0×580,0 мм. Мощность: 13 860/18 480 кВт (18 850/25 133 л. с.) при 514 об./мин. Суммарная мощность составляет 97 020 кВт (131 947 л. с.).
Первичные двигатели приводят во вращение главные генераторы. В состав основной электростанции, обеспечивающей работу судна во всех эксплуатационных режимах, входят три главных генератора по 21 000 кВА и три — по 15 800 кВА. На судне применена единая электроэнергетическая система. Основным потребителем электроэнергии является система электродвижения (гребная электроустановка).

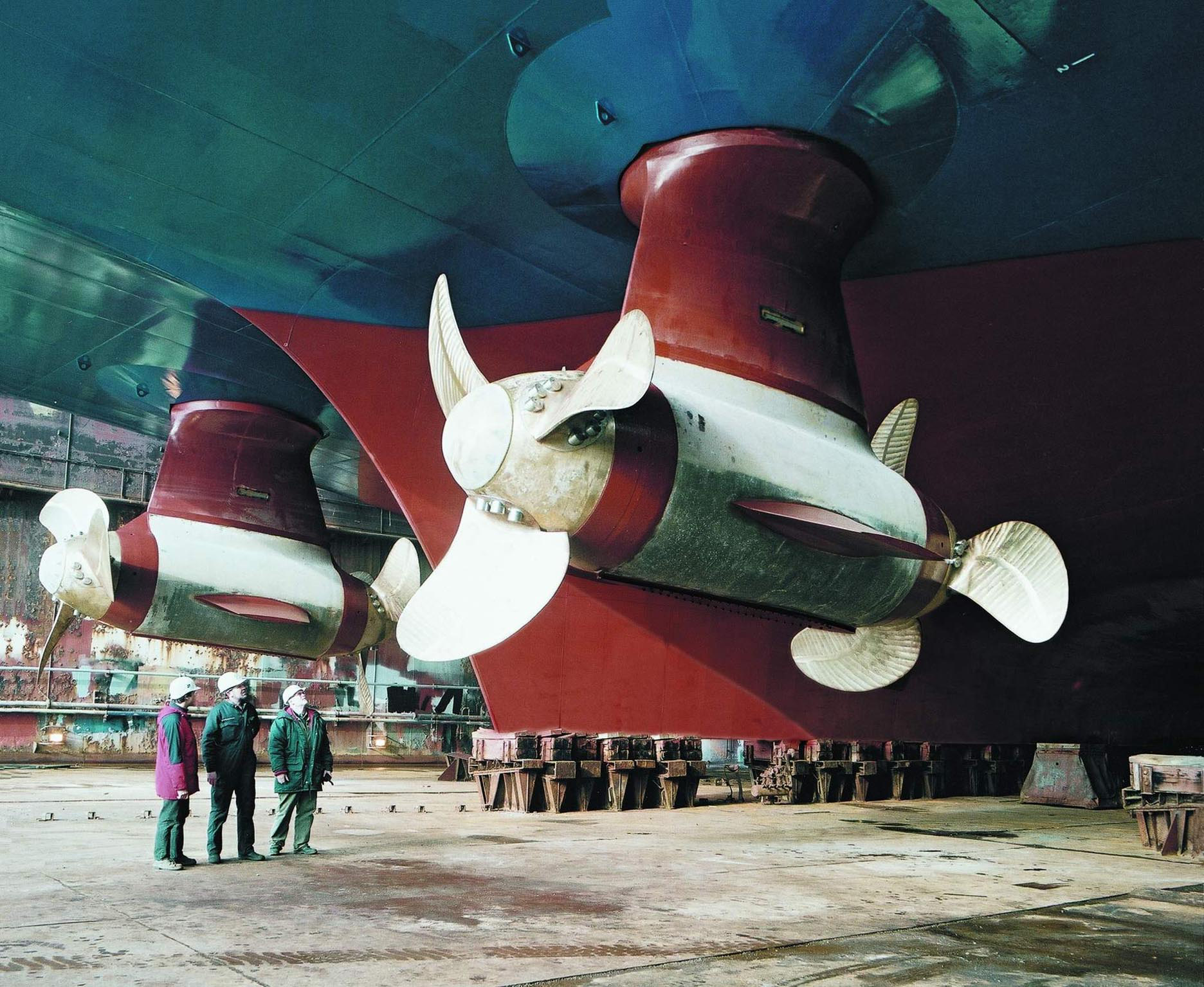
Винто-рулевые колонки Azipod (другое судно)

Под кормой установлены три 20-мегаваттные винторулевые колонки со встроенными гребными электродвигателями ABB Azipod, способных вращаться вокруг вертикальной оси на 360о и создавать упор в любом направлении. В каждом из них два роликовых подшипника FAG и один радиальный. Подшипники передают силу тяги и удерживают вес моторов и винтов. Больший роликовый имеет диаметр 850 мм и выдерживает 430 т., меньший имеет диаметр 620 мм и рассчитан на 200 т. Диаметр трёх главных пятилопастных винтов, изготовленных на Балтийском заводе — 6,1 м.
Для обеспечения маневренности непосредственно в киле носовой части расположены четыре малых винта, диаметром более трёх метров и общей мощностью 20 000 кВт. Благодаря им судно может разворачиваться на месте.
Скорость судна 22,6 узла, что составляет 41,9 км/ч. Судно оборудовано телескопическими трубами, которые могут уменьшать высоту на семь метров, если нужно пройти под мостом.

## Развлечения на борту
Studio B — как и на судах классов «Voyager» и «Freedom», на «Оазисе морей» присутствует настоящий ледовый каток.
Casino Royal — самое большое казино в мировом круизном флоте: 450 слот-машин, 27 столов для игры в покер, рулетка, блек-джек и кости. Для новичков будут проводить уроки игры.
Opal Theatre — театр, рассчитанный на 1380 зрителей, в котором еженедельно будут демонстрировать три шоу в четыре смены, для того чтобы все желающие могли посмотреть их в удобное для них время.
Blaze — ночной клуб,
Jazz on 4 — джаз-клуб,
Dazzles — дискотека.
Пассажиры могут отдохнуть в тени настоящих деревьев, так как на судне впервые в мирe посажен парк из 12 тысяч экзотических живых растений и кустарников, а также 56 деревьев.
На борту судна установлена большая оригинальная карусель ручной работы, бассейны с джакузи, водный парк с водной ареной, казино, магазины и бутики, где можно купить любые продукты питания и одежду на любой вкус, рестораны и бары.
Имеется 750-местный водный амфитеатр с фонтанами, трамплинами и вышками для прыжков в воду на открытом воздухе и крытый театp на 1300 мест. Имеется клуб для любителей юмора и джаза. «Оазис морей» будет предлагать гостям некоторые из наиболее увлекательных театральных постановок. На судне также будут проходить ледовые шоу, цирковые, тематические, и другие развлекательные мероприятия.
Пассажиры, желающие провести время более активно, могут воспользоваться многочисленными спортивными сооружениями. На судне есть ледовый каток, волейбольные и баскетбольные площадки, поле для гольфа, оборудование для боулинга, стены для скалолазания, фитнес-центр, спа-салон. Есть возможность заниматься серфингом в специально приспособленных для этого бассейнах, в которых искусственно создаются волны.
Также на корабле есть молодёжная зона и детские сады. Специальные аттракционы для детей всех возрастов расположены во всех районах судна.

## Галерея

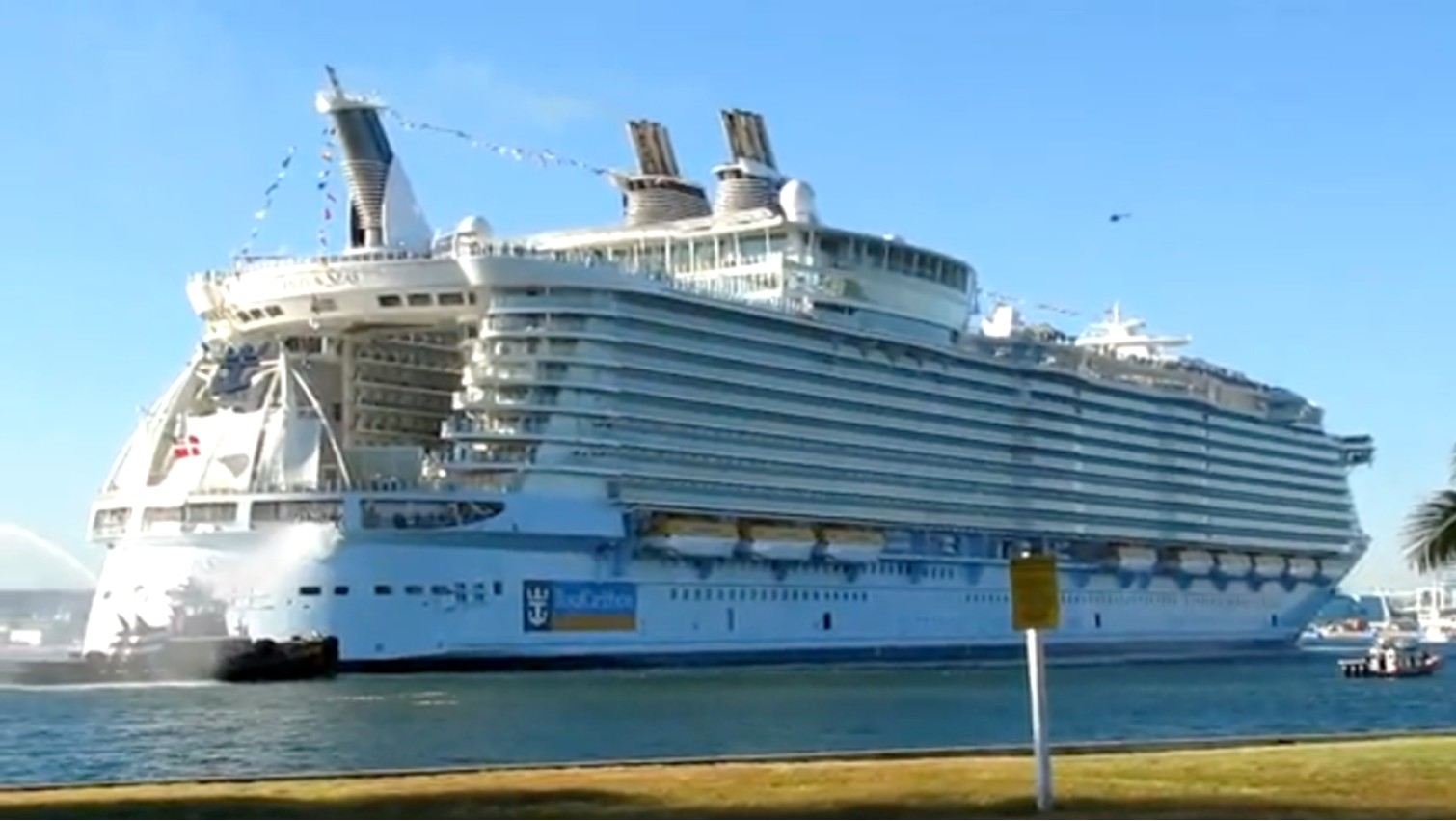
«Оазис морей» на пути в Форт Лодердейл, после двухнедельного перехода через Атлантику
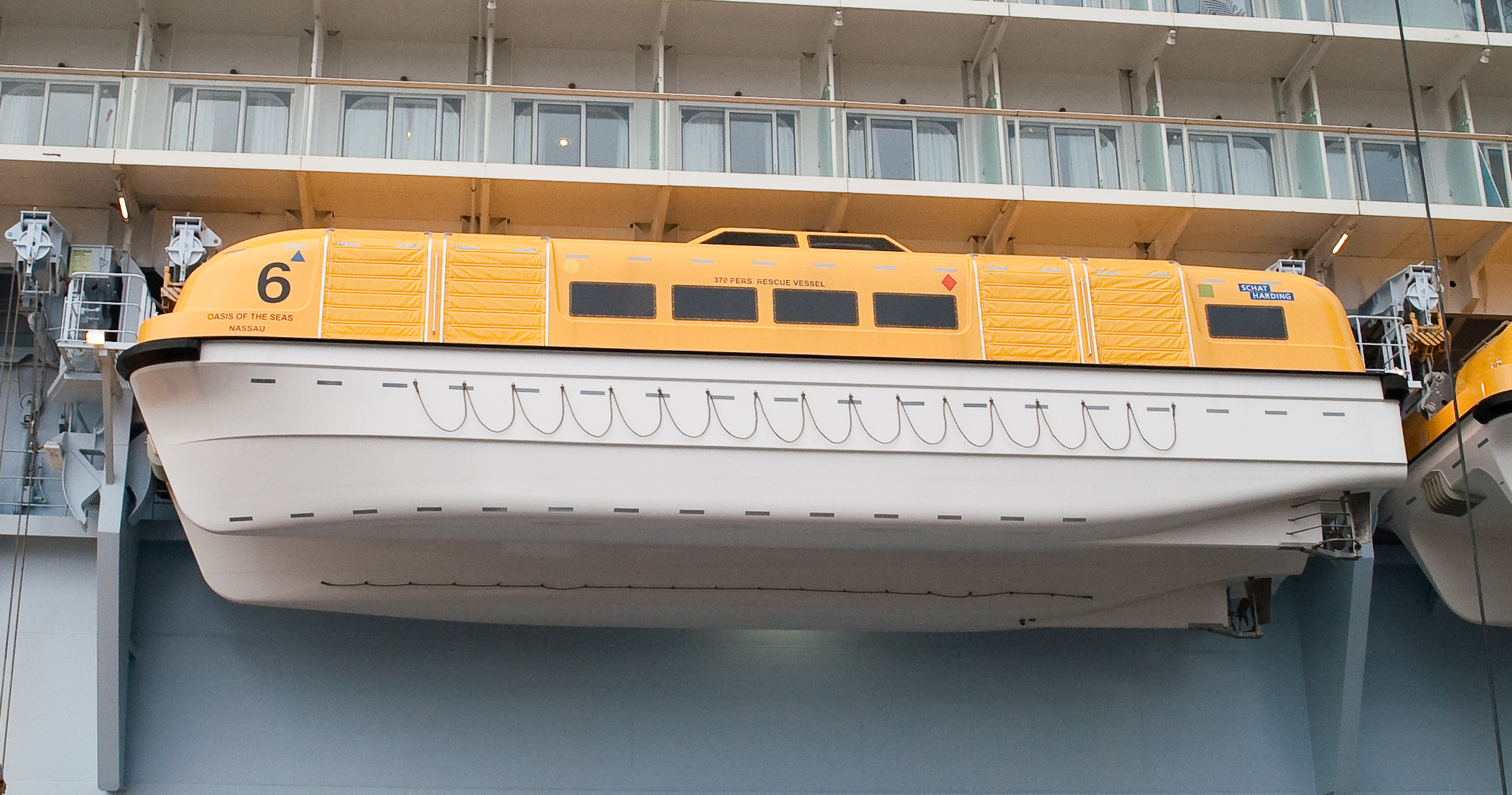
Одна из спасательных шлюпок, установленных на Oasis of the Seas, вместимость: 370 человек.